# Personnage type
Pour les articles homonymes, voir Personnage.

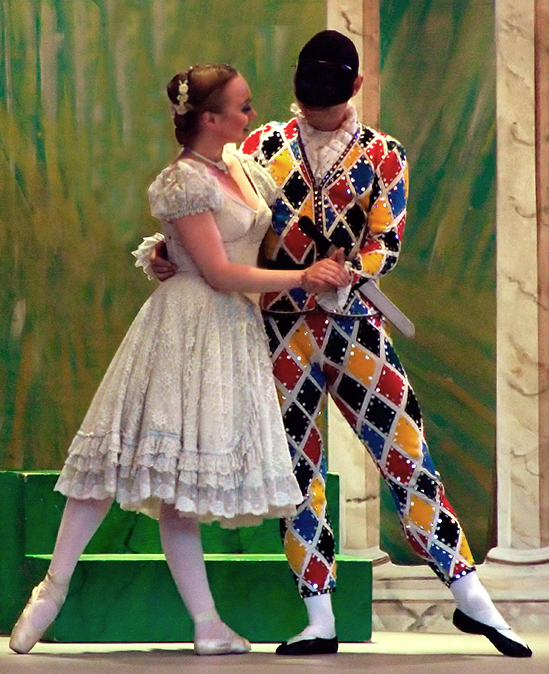
Arlequin et Colombine, personnages types de la Commedia dell'arte.

Le personnage type, personnage modèle ou personnage archétypal est un archétype humain ou animé construit sur un ensemble de caractéristiques spécifiques et identifiables,. Le personnage type constitue un cliché et un modèle de création de personnages fictifs dans l'activité de scénario, regroupant un ensemble de caractéristiques physiques, psychologiques et morales, préfixées et reconnues par le public comme communes à une fonction ou un rôle déjà accommodé par la tradition et le folklore. Les personnages modèles sont instantanément reconnaissables par les membres d'une culture donnée, de sorte que les héros et les méchants peuvent être basés sur les mêmes archétypes héroïques et méchants que l'on trouve dans des histoires de base comme les contes de fées et le théâtre grec classique.

## Concept
Le personnage type a pour fonction d’aider à comprendre l’histoire. L'archétype du personnage a un attrait unificateur : les rôles sont implicitement évoqués par le stéréotype auquel le personnage joué s'identifie. Cet ensemble d'informations permet de reconnaître les archétypes sans aucune explication, créant un sentiment immédiat de familiarité pour permettre à un membre du public de s'identifier à un événement ou à un personnage sans avoir à se demander pourquoi. L'identification du spectateur, quelle que soit son origine culturelle, est immédiate lorsqu'il voit les images d'un héros courageux combattant un génie du mal pour sauver une demoiselle en détresse retenue captive. Un archétype n’implique cependant pas prévisibilité ou paresse intellectuelle ; cela suggère qu'un personnage ou une situation parlera d'une vérité universelle, étant ainsi familier, mais pas Le personnage modèle était largement utilisé dans la tradition européenne classique de la commedia dell'arte, dans laquelle les acteurs portaient des masques et jouaient des versions exagérées de personnages typiques. Des exemples de types de personnage sont le romantique qui est guidé par le cœur et qui peut avoir les vertus de l'humanisme et de la conviction mais qui a la faiblesse de la naïveté,  le héros courageux et persévérant, mais qui se laisse emporter par l'arrogance, le vieil homme sage, qui est une figure paternelle ou un mentor, doté de sagesse et d'expérience. Les personnages archétypaux sont courants dans la comédie et la parodie, utilisant l'exagération dans leur représentation. Des incidents ou éléments d'intrigue tout aussi reconnaissables sont appelés situations modèles : comme l'erreur d'identité, le triangle amoureux, le sauvetage de dernière minute et le coup de foudre.
Le voyage du héros est un archétype narratif commun, bien fourni en personnages types, et est une histoire modèle qui implique un héros qui part à l'aventure, apprend une leçon, remporte une victoire grâce à ces nouvelles connaissances, puis rentre chez lui transformé. Dans cette quête, le héros peut rencontrer divers personnages archétypaux, alliés ou antagonistes. Le héros doit traverser une série d'épreuves et au milieu d'elles il peut rencontrer des modèles, comme lors de la rencontre avec la déesse - lorsque le héros reçoit une mission - ou avec la femme fatale, lorsque le héros est tenté d'abandonner ou s'écarter de la quête.

## Liste de personnages type dans la fiction

### Héros
- Le prince charmant, homme de toutes les qualités qui est l'incarnation de ce dont rêvent toutes les femmes et qui arrive pour en sauver une par amour et romantisme (le vrai romantisme n'a en fait rien à voir avec ce côté fleur bleue) ;
- Un justicier mystérieux errant dans le Far West qui est un as de la gâchette ;
- Le détective privé qui doit et peut résoudre les affaires face auxquelles la police est impuissante ;
- Un agent secret viril et séducteur tiré à quatre épingles qui multiplie les conquêtes féminines et collectionne les gadgets les plus sophistiqués. Il est souvent inspiré de James Bond ;
- Un valeureux à la musculature sculptée, habillé d'un costume moulant bariolé, et parfois suivi d'un jeune adjoint qui sert de faire-valoir. Il est souvent inspiré de Superman et/ou de Batman ;
- L'apprenti champion, qui malgré sa faiblesse dans un sport ou une autre discipline, a de la passion et beaucoup de potentiel, ce qui le mène éventuellement vers la victoire malgré tous les défis ;
- Le voyou au grand cœur, jeune homme faiseur de troubles qui malgré son allure violente et dangereuse a un fond noble et sensible ;
- Le compagnon de héros, ami proche qui suit le héros et l'aide, sans cependant le dépasser en importance ou stature ;
  - Dans certains cas, le compagnon de héros est un faire-valoir.
- Le bon samaritain, qui est prêt à se mettre en danger pour faire le bien autour de lui, parfois contre la volonté des autres ;
- Le héros byronien, malheureux et sulfureux, qui ne peut s'échapper d'un passé tragique ;
- Le gentleman cambrioleur, dont l'archétype (au moins en France) est Arsène Lupin.
- Le chevalier errant dont l'équivalent est le bogatyr dans le monde slave, le wuxia en Chine et le rōnin au Japon.

### Méchants
- Le vieux pirate, avec sa jambe de bois et son perroquet très bavard (voire trop) ;
- Le savant fou, homme de science capable de créer des choses hors du commun, mais hélas souvent irresponsable et surexcité par ce qu'il fait - son intelligence exceptionnelle le pousse parfois jusqu'au complexe de Dieu ;
- Le génie du mal, se servant de son intelligence pour créer des plans qu'il croit suffisamment efficaces pour contrecarrer le héros et/ou dominer le monde ;
- Le Seigneur des Ténèbres ; personnification du mal, il pratique souvent la magie noire, adore l'enfer et l'ombre et veut obtenir le pouvoir ultime afin de régner sur tout et mettre fin au bonheur (dualité manichéenne) ;
- Le mage noir (ou le sorcier) qui utilise ses sortilèges contre les héros.
- Le caïd, enfant ou adolescent qui se sert de sa force physique et de ses camarades qui le suivent pour exploiter plus faible que lui ;
- Le tueur en série masqué qui sévit dans un campus d'étudiants, tuant de préférence de jolies jeunes filles naïves, doté d'une force incroyable et d'une résistance lui permettant de survivre à toute blessure normalement mortelle (comme dans la série de films Halloween). Une autre variante : il opère discrètement dans l'ombre, assassine ses victimes d'une manière spéciale qui est sa signature et défie la police de le retrouver (comme dans Seven ;
- Le clown maléfique qui, au lieu d'être farceur et sympathique, est un psychopathe diabolique qui sème la terreur avec sa nature sadique et imprévisible, exploitant l'incongruité de l'apparition d'un clown hors contexte ;
- Le double maléfique, figure physiquement identique mais moralement opposée au héros.
- Le mauvais fiancé, homme physiquement ou mentalement laid que l'héroïne est forcée d'épouser, souvent par la volonté de ses parents, mais le héros interviendra pour la sauver de la situation ;
- La marâtre, dans les contes de fées, la marâtre est en général présentée comme une mauvaise belle-mère (voire une méchante belle-mère comme dans Blanche-Neige ou Cendrillon). Par extension et de par la signification péjorative du suffixe français -âtre (comme dans noirâtre), marâtre est devenu synonyme de mauvaise mère, y compris pour désigner la mère biologique.

### Comiques
L'élément comique, un personnage dont l'objectif est de faire rire le public et de détendre l'atmosphère, par sa naïveté et/ou sa maladresse. Il y a comme exemples :
- Le gros qui amuse la galerie avec son poids, sa naïveté et sa gourmandise ;
- L'ivrogne du coin, plus souvent saoul que sobre, donnant lieu à des situations cocasses ;
- L'Afro-américain jovial et "cool" et qui fait souvent équipe avec un Américain blanc plus sérieux et conservateur ;
- Le geek, "faiblichon" et pas "cool" qui s'y connait plus dans les domaines de la science et de l'informatique que le sport et la popularité ;
- Le faux héros, individu arrogant et peu brillant qui est plein de fausse confiance en ses capacités, s'étant forgé sa réputation par mensonges et manipulations. Il s'approprie souvent le succès des vrais héros, et ses admirateurs ignorent la vérité à son sujet ;
- Le goinfre, qui n'arrête pas de manger et peut ingurgiter tout et n'importe quoi ;
- Le touriste ignorant et ethnocentrique qui fait le tour du monde et se fait souvent berner par les vendeurs du coin ;
- Le "bouc émissaire" ;
- L'animal de compagnie parlant qui se montre souvent plus intelligent que son maître ;

- Le garçon manqué et rebelle ;
- Le clown blanc, mélancolique et poétique ;
- Le clown auguste, son partenaire facétieux ;
- L'homme des cavernes stupide et brutal, qui trimbale un gros gourdin avec qui il frappe n'importe qui ;
- La famille dysfonctionnelle constituée d'un père idiot opportuniste, d'une mère raisonnable dépassée par les événements, un fils casse-cou, une fille névrosée et un petit dernier bizarre (ex. : les Simpson) ;

### Femmes
- La demoiselle en détresse, jolie femme réduite à l'impuissance que le héros doit sauver ;
- La dernière survivante, jeune femme qui survit à la fin d'une histoire aux autres personnages après la fin du méchant ;
- La prostituée au grand cœur mais qui est condamnée à assouvir le plaisir égoïste des hommes ;
- La guerrière amazone, femme qui est séduisante par sa force, son caractère bien trempé et son indépendance (voir aussi : strong female character) ;
- La femme fatale, femme séductrice qui mène le héros à sa perte ;
- Le garçon manqué, personne du sexe féminin qui adopte des attitudes masculines ;
- La fille populaire, qui, belle, à la mode, condescendante, a une horde d'admiratrices (et admirateurs) à ses genoux dans le lycée ;
- La fille studieuse, qui se préoccupe plus de ses études que de sa popularité ;
- Le trio féminin, où trois personnes de sexe féminin trainent ensemble et sont très différentes, au moins par la couleur de leurs cheveux ;
- La Manic Pixie Dream Girl, caricature de la femme idéale sans aucun trait de personnalité complexe. Elle est souvent l'intérêt romantique du héros et ne sert qu'à faire avancer le caractère et l'histoire de celui-ci.

### Enfants
- Le sale gosse, enfant insupportable, très farceur et vulgaire pour son âge ;
- L'enfant gâté, enfant ou adolescent qui, ayant presque toujours eu ses caprices satisfaits par ses parents ou son entourage, est devenu cupide et arrogant ;
- Le petit génie, enfant très doué pour son âge, en informatique, en mathématiques ou en physique, capable de faire des inventions incompréhensibles pour les adultes et en avance sur la technologie actuelle. Le héros aura souvent besoin de l'intelligence de ce personnage pour atteindre ses buts ;
- L'enfant démoniaque, souvent affublé de pouvoirs surnaturels (ex : la Malédiction, le Bon Fils) ;

### Vieillesse
- Le vieux sage, personnage âgé qui fait part du héros de son expérience. Un stéréotype populaire est un vieil Asiatique aux longues moustaches blanches qui est un maître en arts martiaux, connaît nombre de citations de Confucius, Lao-Tseu ou Bouddha et enseigne son savoir à un jeune apprenti qui est lui, rarement asiatique ;
- Le vieil avare qui sacrifie nombre de plaisirs dans la vie pour pouvoir conserver son argent;
- Le vieux loup de mer qui a une grande connaissance de l'Océan, des navires, du folklore et sait raconter de nombreuses histoires y rapportant (mais pas grand-chose d'autre), lui donnant une allure mystérieuse voire surnaturelle ;
- La grand-mère toujours très gentille qui gâte ses petits-enfants ;

### Au théâtre
- Le valet (exemples : Arlequin, Pierrot et Colombine)
- La jeune première (rôle archétype d'Isabella)
- Le mari, souvent jaloux voire cornu dans les vaudevilles.
- Le maître (Harpagon)
- Le libertin (Dom Juan, Tartuffe)